# Tadeusz Klus
Tadeusz Klus (ur. 18 września 1898 w Jarosławiu, zm. 22 września 1975 w Krakowie) – polski dendrolog, docent doktor habilitowany Akademii Rolniczej w Krakowie, członek korespondent Polskiej Akademii Nauk.

## Życiorys
Uczęszczał do I gimnazjum w Rzeszowie, naukę przerwał wybuch I wojny światowej. W 1916 złożył egzamin dojrzałości w II Gimnazjum w Rzeszowie, walczył w armii austriackiej, a po odzyskaniu przez Polskę niepodległości w szeregach Wojska Polskiego uczestniczył w wojnie polsko-bolszewickiej i polsko-ukraińskiej. Po przeniesieniu do rezerwy studiował na Wydziale Prawa Uniwersytetu Jagiellońskiego oraz na Wydziale Rolniczo-Lasowym Politechniki Lwowskiej. W 1924 ukończył naukę i posiadając tytuł inżyniera leśnika był asystentem w Katedrze Inżynierii Leśnej Politechniki Lwowskiej. W 1929 zrezygnował z pracy na uczelni i do wybuchu II wojny światowej pracował w lwowskiej Dyrekcji Lasów Państwowych, gdzie zajmował się ochroną lasów. Następnie był nadleśniczym w Dyrekcji Lasów Państwowych w Rzeszowie, a po wkroczeniu Armii Czerwonej został kierownikiem biura inspekcyjnego. W 1945 przeniósł się do Krakowa, należał do grupy organizatorów a następnie stał na czele Katedry Inżynierii Leśnej na Wydziale Leśnym Uniwersytetu Jagiellońskiego. Po powstaniu Wyższej Szkoły Rolniczej wykładał tam na Wydziale Leśnym, a w roku akademickim 1953/1954 pełnił funkcję dziekana.